# Erich Hagenah
Erich Hagenah (* 8. November 1898 in Itzehoe; † 25. Dezember 1984) war ein deutscher Lehrer und Politiker (SPD).

## Leben
Hagenah besuchte nach dem Abitur das Lehrerseminar in Lübeck und studierte an der Universität Hamburg. 1920 trat er in die SPD ein. Im selben Jahr wurde er Volksschullehrer in Cuxhaven und arbeitete später in Bergedorf und Hamburg.
Von 1927 bis 1933 war er Mitglied der Stadtvertretung in Cuxhaven. Daneben war er von 1931 bis 1933 Abgeordneter des Landesausschusses Hamburg. 1948 wurde er in die Stadtvertretung von Pinneberg gewählt, ab 1958 war er Mitglied des Kreistages des Kreises Pinneberg. Seine berufliche Laufbahn setzte er als Diplom-Handelslehrer in Cuxhaven und Pinneberg fort und war von 1953 bis 1961 Direktor der Kreisberufsschule in Pinneberg.
1958 wurde er im Landtagswahlkreis Pinneberg-Ost in den Landtag Schleswig-Holsteins gewählt; 1962 zog er über die SPD-Landesliste in den Landtag ein und gehörte ihm bis April 1967 an.
Er war Mitglied verschiedener Ausschüsse, darunter der Ausschuss für Justiz, der Verkehrsausschuss, der Volksbildungsausschuss und der Ausschuss für Verfassung und Geschäftsordnung.
Hagenah war verheiratet und hatte ein Kind.